# 팝히엔
팝히엔(베트남어: Pháp Hiền, 생년 미상 ~ 626년)은 베트남의 승려이다. 베트남의 초기 불교 역사, 베트남의 선(禪) 불교 역사와 관련된 인물 가운데 하나로 여겨진다.
꽌주옌(Quán Duyên) 승려로부터 가르침을 받았으며 인도 출신의 승려인 비니타루치(Vinītaruci)로부터 선사로 채용되었다. 비니타루치가 사망한 이후에는 루이러우(Luy Lâu) 북서쪽에 위치한 산 안에 쭝티엔(Chúng Thiện) 사원을 건립했다.